# Тумьюлай (тауншип, Миннесота)
Тумьюлай (англ. Tumuli) — тауншип в округе Оттер-Тейл, Миннесота, США. На 2000 год его население составило 434 человека.

## География
По данным Бюро переписи населения США площадь тауншипа составляет 92,0 км², из которых 73,5 км² занимает суша, а 18,4 км² — вода (20,05 %).

## Демография
По данным переписи населения 2000 года здесь находились 434 человека, 172 домохозяйства и 136 семей.  Плотность населения —  5,9 чел./км².  На территории тауншипа расположено 244 постройки со средней плотностью 3,3 построек на один квадратный километр. Расовый состав населения: 98,85 % белых, 0,69 % коренных американцев и 0,46 % азиатов. Испанцы или латиноамериканцы любой расы составляли 0,46 % от популяции тауншипа.
Из 172 домохозяйств в 27,9 % воспитывались дети до 18 лет, в 71,5 % проживали супружеские пары, в 5,2 % проживали незамужние женщины и в 20,9 % домохозяйств проживали несемейные люди. 18,6 % домохозяйств состояли из одного человека, при том 7,6 % из — одиноких пожилых людей старше 65 лет. Средний размер домохозяйства — 2,52, а семьи — 2,85 человека.
25,6 % населения — младше 18 лет, 3,0 % — в возрасте от 18 до 24 лет, 24,4 % — от 25 до 44, 33,4 % — от 45 до 64, и 13,6 % — старше 65 лет. Средний возраст — 44 года. На каждые 100 женщин приходилось 107,7 мужчин.  На каждые 100 женщин старше 18 приходилось 105,7 мужчин.
Средний годовой доход домохозяйства составлял 43 438 долларов, а средний годовой доход семьи —  49 063 доллара. Средний доход мужчин —  27 054  доллара, в то время как у женщин — 24 375. Доход на душу населения составил 22 008 долларов. За чертой бедности находились 4,6 % семей и 6,1 % всего населения тауншипа, из которых 7,5 % младше 18 и 7,8 % старше 65 лет.